# Świętochłowice
Świętochłowice er en by i det sydlige Polen med 58.600 indbyggere (2005). Świętochłowice ligger i voivodskabet Śląskie.
- Wikimedia Commons har flere filer relateret til Świętochłowice